# Nederlandse kampioenschappen schaatsen afstanden 2007
De Nederlandse kampioenschappen afstanden 2007 werden van 3 tot 5 november 2006 gehouden in Assen op de schaatsbaan De Smelt. Tijdens deze NK Afstanden konden naast de nationale titels op de afstanden ook plaatsbewijzen veroverd worden voor de drie wereldbekerwedstrijden die op het kampioenschap volgden.

## Programma
| Programma                | |
| Datum                    | Onderdeel |
| vrijdag 3 november 2006  | 500 meter vrouwen 1e run 500 meter mannen 1e run 5000 meter mannen 500 meter vrouwen 2e run 500 meter mannen 2e run |
| zaterdag 4 november 2006 | 1000 meter vrouwen 1000 meter mannen 3000 meter vrouwen                                                             |
| zondag 5 november 2006   | 1500 meter vrouwen 1500 meter mannen 5000 meter vrouwen 10.000 meter mannen                                         |

## Titelverdedigers
Titelverdediger op de 500, 1000 en 1500 meter, Jan Bos, wist zijn posities behoorlijk succesvol te verdedigen, op de 500 en 1000 meter won hij opnieuw goud. Alleen op de 1500 meter moest hij zijn plaats afstaan aan Sven Kramer. Sven Kramer won naast de 1500 meter ook de 5000 en 10.000 meter en loste daarmee titelverdediger Carl Verheijen af.
Bij de vrouwen wist Ireen Wüst haar titels op de 1000 en 1500 meter te prolongeren, op de 3000 meter moest ze haar titel afstaan aan Renate Groenewold. Na 4 nationale titels op de 500 meter op rij moest Marianne Timmer haar positie afstaan aan Margot Boer. Gretha Smit won goud op de 5000 meter en loste daarmee Carien Kleibeuker af.

## Mannen

### 500 meter
| #      | Schaatser         | 1e 500m | 2e 500m | Totaal |
| ------ | ----------------- | ------- | ------- | ------ |
| Goud   | Jan Bos           | 36,51   | 36,22   | 72,730 |
| Zilver | Jan Smeekens      | 36,26   | 36,51   | 72,770 |
| Brons  | Erben Wennemars   | 36,28   | 36,65   | 72,930 |
| 4      | Gerard van Velde  | 36,53   | 36,52   | 73,050 |
| 5      | Lars Elgersma     | 36,64   | 36,59   | 73,230 |
| 6      | Stefan Groothuis  | 36,46   | 36,84   | 73,300 |
| 7      | Jacques de Koning | 36,77   | 36,82   | 73,590 |
| 8      | Tim Salomons      | 37,02   | 37,08   | 74,100 |
| 9      | Alexander Oltrop  | 36,97   | 37,14   | 74,110 |
| 10     | Remco Olde Heuvel | 37,14   | 37,01   | 74,150 |

### 1000 meter
| #      | Schaatser         | Tijd       |
| ------ | ----------------- | ---------- |
| Goud   | Jan Bos           | 1.11,36 BR |
| Zilver | Stefan Groothuis  | 1.11,52    |
| Brons  | Beorn Nijenhuis   | 1.11,70    |
| 4      | Simon Kuipers     | 1.11,79    |
| 5      | Mark Tuitert      | 1.11,83    |
| 6      | Remco Olde Heuvel | 1.11,92    |
| 7      | Erben Wennemars   | 1.12,38    |
| 8      | Lars Elgersma     | 1.12,48    |
| 9      | Gerard van Velde  | 1.12,64    |
| 10     | Rhian Ket         | 1.12,89    |

### 1500 meter
| #      | Schaatser         | Tijd    |
| ------ | ----------------- | ------- |
| Goud   | Sven Kramer       | 1.50,96 |
| Zilver | Simon Kuipers     | 1.51,30 |
| Brons  | Jan Bos           | 1.51,41 |
| 4      | Erben Wennemars   | 1.51,45 |
| 5      | Carl Verheijen    | 1.51,81 |
| 6      | Rhian Ket         | 1.52,60 |
| 7      | Beorn Nijenhuis   | 1.52,78 |
| 8      | Stefan Groothuis  | 1.52,95 |
| 8      | Remco Olde Heuvel | 1.52,95 |
| 10     | Ben Jongejan      | 1.53,67 |

### 5000 meter
| #      | Schaatser           | Tijd       |
| ------ | ------------------- | ---------- |
| Goud   | Sven Kramer         | 6.31,34 BR |
| Zilver | Carl Verheijen      | 6.32,64    |
| Brons  | Bob de Jong         | 6.42,24    |
| 4      | Brigt Rykkje        | 6.42,85    |
| 5      | Mark Tuitert        | 6.43,87    |
| 6      | Arjen van der Kieft | 6.45,78    |
| 7      | Boris Kusmirak      | 6.47,56    |
| 8      | Ben Jongejan        | 6.47,93    |
| 9      | Jochem Uytdehaage   | 6.48,91    |
| 10     | Mark Ooijevaar      | 6.49,32    |

### 10.000 meter
| #      | Schaatser           | Tijd        |
| ------ | ------------------- | ----------- |
| Goud   | Sven Kramer         | 13.32,70 BR |
| Zilver | Carl Verheijen      | 13.39,59    |
| Brons  | Bob de Jong         | 13.53,58    |
| 4      | Brigt Rykkje        | 13.57,90    |
| 5      | Arjen van der Kieft | 14.01,32    |
| 6      | Kurt Wubben         | 14.03,43 PR |
| 7      | Mark Ooijevaar      | 14.13,34 PR |
| 8      | Jochem Uytdehaage   | 14.19,12    |
| 9      | Bjarne Rykkje       | 14.23,03    |
| 10     | Sicco Janmaat       | 14.26,75    |

## Vrouwen

### 500 meter
| #      | Schaatsster         | 1e 500m | 2e 500m | Tijd   |
| ------ | ------------------- | ------- | ------- | ------ |
| Goud   | Margot Boer         | 39,86   | 39,71   | 79,570 |
| Zilver | Marianne Timmer     | 40,15   | 39,92   | 80,070 |
| Brons  | Annette Gerritsen   | 40,31   | 40,12   | 80,430 |
| 4      | Ireen Wüst          | 40,45   | 40,32   | 80,770 |
| 5      | Laurine van Riessen | 41,03   | 41,22   | 82,250 |
| 6      | Marieke Wijsman     | 41,17   | 41,22   | 82,390 |
| 7      | Jorien Kranenborg   | 41,28   | 41,15   | 82,430 |
| 8      | Mayon Kuipers       | 41,39   | 41,21   | 82,600 |
| 9      | Sanne van der Star  | 41,34   | 41,26   | 82,600 |
| 10     | Els Murris          | 41,56   | 41,55   | 83,110 |

### 1000 meter
| #      | Schaatsster          | Tijd       |
| ------ | -------------------- | ---------- |
| Goud   | Ireen Wüst           | 1.18,88 BR |
| Zilver | Annette Gerritsen    | 1.20,63    |
| Brons  | Marianne Timmer      | 1.20,73    |
| 4      | Paulien van Deutekom | 1.20,78    |
| 5      | Margot Boer          | 1.20,90    |
| 6      | Wieteke Cramer       | 1.21,05    |
| 7      | Tessa van Dijk       | 1.21,96    |
| 8      | Els Murris           | 1.22,09    |
| 9      | Sophie Nijman        | 1.22,80    |
| 10     | Helga Luning         | 1.22,83    |

### 1500 meter
| #      | Schaatsster          | Tijd       |
| ------ | -------------------- | ---------- |
| Goud   | Ireen Wüst           | 2.02,84 BR |
| Zilver | Renate Groenewold    | 2.05,21    |
| Brons  | Paulien van Deutekom | 2.06,69    |
| 4      | Tessa van Dijk       | 2.06,70    |
| 5      | Margot Boer          | 2.06,81    |
| 6      | Marja Vis            | 2.07,72    |
| 7      | Jorien Voorhuis      | 2.07,99    |
| 8      | Laurine van Riessen  | 2.08,43    |
| 9      | Marrit Leenstra      | 2.09,45    |
| 10     | Annette Gerritsen    | 2.09,69    |

### 3000 meter
| #      | Schaatsster          | Tijd       |
| ------ | -------------------- | ---------- |
| Goud   | Renate Groenewold    | 4.14,98 BR |
| Zilver | Ireen Wüst           | 4.15,38    |
| Brons  | Paulien van Deutekom | 4.18,44    |
| 4      | Marja Vis            | 4.18,94    |
| 5      | Tessa van Dijk       | 4.20,22    |
| 6      | Wieteke Cramer       | 4.21,24    |
| 7      | Elma de Vries        | 4.21,29    |
| 8      | Gretha Smit          | 4.21,52    |
| 9      | Moniek Kleinsman     | 4.22,37    |
| 10     | Carien Kleibeuker    | 4.22,81    |

### 5000 meter
| #      | Schaatsster       | Tijd    |
| ------ | ----------------- | ------- |
| Goud   | Gretha Smit       | 7.32,57 |
| Zilver | Tessa van Dijk    | 7.37,28 |
| Brons  | Carien Kleibeuker | 7.37,28 |
| 4      | Marja Vis         | 7.42,12 |
| 5      | Wieteke Cramer    | 7.42,90 |
| 6      | Elma de Vries     | 7.44,16 |
| 7      | Jorien Voorhuis   | 7.48,94 |
| 8      | Moniek Kleinsman  | 7.54,21 |

## Medaillespiegel

### Mannen
| Rang   | Naam             | Goud | Zilver | Brons | Totaal |
| 1      | Sven Kramer      | 3    | 0      | 0     | 3      |
| 2      | Jan Bos          | 2    | 0      | 1     | 3      |
| 3      | Carl Verheijen   | 0    | 2      | 0     | 2      |
| 4      | Simon Kuipers    | 0    | 1      | 0     | 1      |
| 4      | Stefan Groothuis | 0    | 1      | 0     | 1      |
| 4      | Jan Smeekens     | 0    | 1      | 0     | 1      |
| 7      | Bob de Jong      | 0    | 0      | 2     | 2      |
| 8      | Beorn Nijenhuis  | 0    | 0      | 1     | 1      |
| 8      | Erben Wennemars  | 0    | 0      | 1     | 1      |
| Totaal | Totaal           | 5    | 5      | 5     | 15     |

### Vrouwen
| Rang   | Naam                 | Goud | Zilver | Brons | Totaal |
| 1      | Ireen Wüst           | 2    | 1      | 0     | 3      |
| 2      | Renate Groenewold    | 1    | 1      | 0     | 2      |
| 3      | Margot Boer          | 1    | 0      | 0     | 1      |
| 3      | Gretha Smit          | 1    | 0      | 0     | 1      |
| 5      | Annette Gerritsen    | 0    | 1      | 1     | 2      |
| 5      | Marianne Timmer      | 0    | 1      | 1     | 2      |
| 7      | Tessa van Dijk       | 0    | 1      | 0     | 1      |
| 8      | Paulien van Deutekom | 0    | 0      | 2     | 2      |
| 9      | Carien Kleibeuker    | 0    | 0      | 1     | 1      |
| Totaal | Totaal               | 5    | 5      | 5     | 15     |

### Team
| Plaats | Teams               | Goud | Zilver | Brons | Totaal |
| 1      | TVM                 | 6    | 5      | 4     | 15     |
| 2      | Telfort             | 3    | 1      | 1     | 5      |
| 3      | DSB                 | 1    | 3      | 2     | 6      |
| 4      | KNSB Opleidingsteam | 0    | 1      | 0     | 1      |
| Totaal | Totaal              | 10   | 10     | 10    | 30     |